# Província de Fars
|  | «Fars» redirigeix aquí. Vegeu-ne altres significats a «far». |

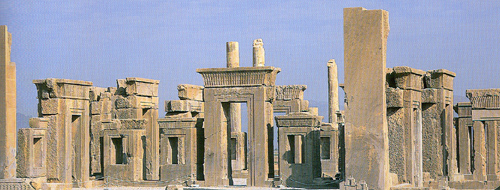
Ruïnes de Persèpolis

Fars (persa: فارس, Fârs) és una de les trenta-un províncies de l'Iran al sud del país, coneguda en època clàssica com Pèrsida (Perside) o Persis. És un territori muntanyós regat per diversos rius que desaigüen al golf Pèrsic i la capital n'és Siraz. Té una superfície de 122.400 km² i una població (1996) de 3.800.000 habitants i estimada de 4.400.000 vers 2008. Fars deriva de l'arabització de Pèrsia (grec Πέρσις, Persis) per l'arrel Pârs, que al seu torn deriva de l'antic persa Pârsâ. La província de Fars confronta a l'oest amb la província de Bushehr, al sud la província d'Hormozgān, a l'est amb la província de Kerman i la província de Yazd, al nord amb la província d'Esfahan i al nord-oest amb la província de Kohgiluyeh i Boyer-Ahmad. La majoria de la població és persa però hi viuen luris, kurds i qashqais

## Història
Fou el centre de l'imperi Persa amb la dinastia aquemènida, quan en part formava el regne d'Anzhan que va enderrocar l'imperi mede i va fundar el persa. Cir el Gran la va tenir com a centre des del qual va conquistar l'Iran i va arribar a Àsia central, a Anatòlia i Tràcia. Forma una satrapia de l'imperi coneguda com a Persis o Pèrsida.
La Pèrsia aquemènida fou eliminada per Alexandre el Gran entre 334 i 329 aC. El Fars propi va romandre una satrapia. Després dels governs d'oficials macedonis i de formar part del domini d'Antígon el Borni (316 aC) va passar a formar part de l'Imperi Selèucida (312 aC) i vers el 162 aC de l'Imperi part. Els governadors o fratarakes (o fratadares) governaven sobre petits senyors locals. Un d'aquests fou Artaxerxes I, coronat el 227 o 228, del qual el pare i l'avi havien estat guardians del foc sagrat al temple d'Istakhr (Estakhr) que va eliminar el darrer rei part Artavasdes de Pàrtia en uns cinc anys.
Sota els sassànides el Fars (llavors Pars) va estar dividit en cinc districtes: Ardashir-Khurra, Shapur-Khurra (o Sabur), Arradjan, Istakhr i Darabgerd. La primera incursió àrab es va fer en temps del califa Úmar ibn Abd-al-Aziz, ordenada pel governador de Bahrayn, al-Ala ibn al-Hadrami i dirigida per Arfadja ibn Harthama al-Bariki que va atacar per mar, però fou rebutjat. Poc després el governador de Bahrayn Uthman ibn Abi l-As (successor d'al-Hadrami) va enviar al Fars al seu germà al-Hakam, que va desembarcar però no va poder penetrar cap al'interior. En temps del califa Uthman el governador Uthman ibn Abi l-As va fer un nou intent i va lliurar la batalla de Tawwadj o Tawwaz, prop de Rishar, contra el governador persa Shahrak, que fou derrotat; al mateix temps un altre exèrcit musulmà dirigit per Abu Musa al-Ashari va sortir de Bàssora i va envair Fars i es va unir a Uthman i van avançar arribant fins a Siraz i Saniz (més al nord) i finalment fins a Darabgerd (o Darabgird), Fasa o Pasa i Sabur (Shapur). El 648/649 l'exèrcit musulmà ara sota les ordes d'Abd Allah ibn Amir va assetjar la capital Istakhr que fou ocupada, retornant després cap al sud on va ocupar Firuzabad darrera plaça forta que restava per conquerir. La província fou ampliada en superfície cap al nord-est fins a Yazd i el gran desert i cap al nord fins a Kumisha (però no Esfahan).
El primer emir autònom del Fars fou Yaqub ibn al-Layth fundador de la dinastia safàrida que va tenir capital a Siraz. Son germà Amr ibn al-Layth va residir igualment a Siraz on va construir la gran mesquita (moderna Masdjid Jamia). El domini safàrida va alternar amb el domini de governadors del califa.
Els següents senyors (vers 934) foren els buwàyhides (segles X-XI), als que van succeir els seljúcides (segles xi i xii). Quan el poder seljúcida va entrar en decadència l'atabeg seljúcida Sunkur va fundar la dinastia salghúrida (1148/1149) mentre a Shabankara sorgia la dinastia kurda dels Fadlawàyhides. La dinastia fou deposada finalment pels mongols il-kànides dels que havia esdevingut vassalla, el 1289. Uns quaranta anys després dominaven Siraz els indjúides vassalls dels Il-Khan. Amb l'enfonsament de la dinastia il-kànida, l'emir muzafàrida (muzafarita) del sud de l'Iran, es va apoderar de Siraz el 1353; la dinastia va conservar el país fins a l'arribada de Tamerlà el 1393 donant pas a la dinastia timúrida.
A la meitat del segle xv va caure en mans dels kara koyunlu i vers 1468 dels ak koyunlu. El 1503 el safàvida de Tabriz, Ismail Shah I va imposar la seva autoritat a Fars que va pertànyer a la dinastia i va seguir la història de Pèrsia. Sota el safàvida Abbas el Gran, el governador Imam Kuli Khan a Siraz vivia quasi com un sobirà però no tenia independència (primera meitat del segle XVII). La lluita entre Nadir Shah i els ghalzai afganesos va afectar Siraz; els ghalzai foren derrotats (1730) i expulsats del Fars. El 1747 l'assassinat de Nadir Shah va portar noves lluites fins que va pujar al tron Karim Khan Zand que va convertir a Siraz en capital de Pèrsia. A la seva mort el 1779 va esclatar la lluita entre la família zand i altres pretendents, i després entre Lutf Ali Khan Zand i Agha Muhammad Khan Qadjar del que aquest darrer va emergir triomfant fundant la dinastia qajar.
El 1834 a la mort de Fath Ali Shah el seu germà Husayn Ali, governador de Fars, es va proclamar xa, però fou derrotat en la batalla de Kumisha. El 1838 el regne Unit, en represàlia pel setge persa d'Herat, va ocupar l'illa de Kharg i va amenaçar de declarar la guerra a Pèrsia. El govern persa va cedir i els britànics es van retirar. El 23 de maig de 1844 Sayyid Ali Muhammad va declarar a Siraz que era "la Porta" (bab) cosa que va acabar portant disturbis per les lluites entre els babis i els musulmans, esteses a altres llocs de Pèrsia. El 1857 després de l'ocupació d'Herat per Pèrsia els britànics van retornar a Kharg i van ocupar Bushire.

## Divisió administrativa
La província està subdividida en els següents comtats:

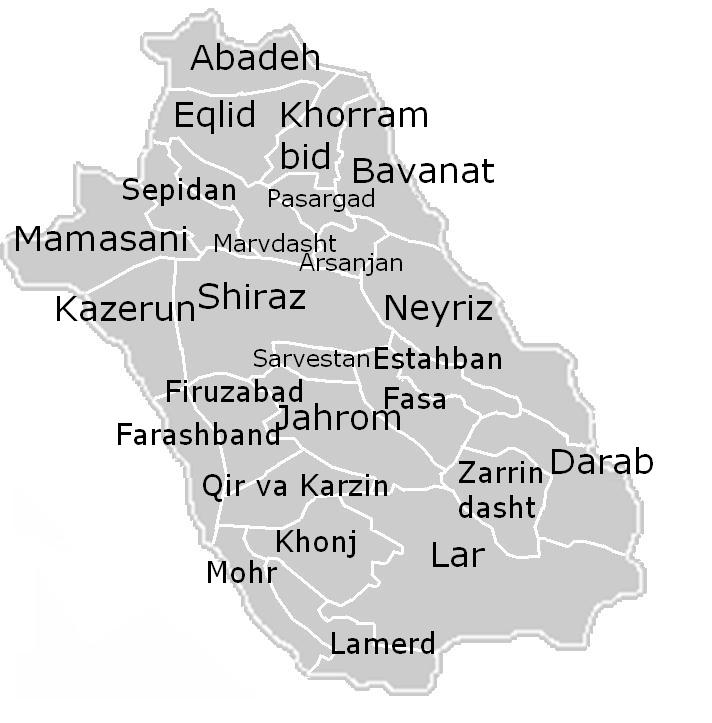
Subdivisions de la Província de Fars

1. Estahban
2. Abadeh
3. Eqlid
4. Bovanat
5. Jahrum
6. Darab
7. Sepidan
8. Siraz
9. Fasa
10. Firuzabad
11. Saadat Shahr
12. Sarvestan
13. Safashahr
14. Mohr
15. Kherameh
16. Kazeroon
17. Lar
18. Lamerd
19. Marvdasht
20. Mamasani
21. Khonj
22. Neyriz
23. SahedShahr

## Economia
La major producció és agrícola, amb cereals (blat i civada), cítrics, fruits, dàtils, canya de sucre i cotó. Les indústries principals són la petroquímica, refineries, indústria electrònica, fàbriques de sucre i fàbriques de pneumàtics. El turisme és important però limitat. La regió d'Arjan (Dasht-e Arjan) és reserva de la biosfera declarada per la UNESCO. El vi de Siraz era famós arreu del món però després de la revolució de 1979 les fabriques foren tancades.

## Transports i educació
Siraz disposa d'aeroport internacional. Les ciutats de Lar i Lamerd tenen també aeroports. Una important carretera uneix Siraz amb Teheran. La província disposa de diverses universitats:
- Universitat de Ciències Mèdiques
- Universitat de Siraz
- Universitat de Tecnologia de Siraz
- Universitat Islàmica Azad d'Abadeh
- Universitat Islàmica Azad d'Arsanjan
- Universitat Islàmica Azad d'Estahban
- Universitat Islàmica Azad d'Eghlid
- Universitat Islàmica Azad de Jahrom
- Universitat Islàmica Azad de Sepidan
- Universitat Islàmica Azad de Siraz
- Universitat Islàmica Azad de Fasa
- Universitat Islàmica Azad Firouzabad
- Universitat Islàmica Azad de Kazerun
- Universitat Islàmica Azad de Larestan
- Universitat Islàmica Azad de Marvdasht
- Universitat Fasa de Ciències Mèdiques
- Universitat de Ciències Mèdiques de Jahrom
- Universitat de Ciències Aplicades i Tecnologia de Siraz
- Universitat Fasa de Payam Noor
- Centre Fasa d'Educació Superior

## Personalitats
- Karim Khan Zand, fundador de la dinastia zand
- Lutf Ali Khan, darrer sobirà zand
- Sibawayh, gramàtic
- Saadi, escriptor i poeta
- Hàfidh, poeta
- Ibn Muqaffa, escriptor del segle VIII
- Shah Shuja
- Professor Nezameddin Faghih[1][2]
- Mansur Hallaj, místic del segle VIII
- Al-Hal·laj, teòleg de Fars dels segles IX i X.

## Galeria

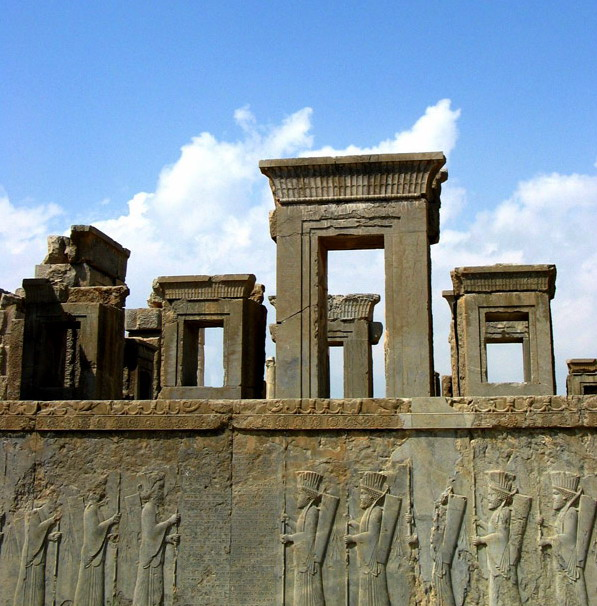
Persèpolis a Fars, Iran